# 既定觀點用詞
既定觀點詞語（Loaded Words, loaded language, loaded term）、情感性用語（emotive language）、或偏見性用語（prejudicial language），係指使用帶有情感、評價意義的字詞描述客觀事實。例如用「野草」取代「植物」或用「野獸」取代「動物」。
既定觀點詞語往往用於產生評價性的結論，此時就犯了乞題謬誤，因為其評價意義並未被證成，而是直接包含在前提中。

## 示例
例一
小橘子是天才美少女車神
「天才」、「美少女」、「車神」等都帶有正面意涵。
例二
西元前209年，陳勝和吳廣發動大澤鄉起義，建立張楚政權，反抗暴秦苛政
「起義」一詞帶有正面意涵；而「暴」字和「苛政」一詞則帶有負面意涵。

## 外部連結
- （英文）Logical Fallacy: Loaded Words（页面存档备份，存于）
- （英文）The Logical Fallacies: Prejudicial Language（页面存档备份，存于）